# North Wiltshire
North Wiltshire est un ancien district non métropolitain situé dans le comté du Wiltshire, en Angleterre. Il avait pour chef-lieu la ville de Chippenham.
Créé en 1974 par l'application du Local Government Act 1972, le district a été aboli en 2009, comme les trois autres districts du Wiltshire (Kennet, Salisbury et West Wiltshire). Depuis cette date, le comté n'est plus subdivisé et constitue une autorité unitaire.